# Thomas Campbell
Thomas Campbell (Glasgow, 27 luglio 1777 – Boulogne-sur-Mer, 15 giugno 1844) è stato un poeta e drammaturgo scozzese, noto per le sue poesie sentimentali che trattavano delle vicende umane. Fu inoltre uno dei promotori della fondazione dell'Università di Londra.

Firma di Thomas Campbell

Nel 1799 scrisse The Pleasures of Hope (I piaceri della speranza), un poema didattico composto in distici eroici. Produsse inoltre diverse canzoni patriottiche di guerra — "Ye Mariners of England", "The Soldier's Dream", "Hohenlinden" e nel 1801, "The Battle of the Baltic".